# Darmstádtio
O darmstádtio (português brasileiro) ou darmstádio / darmstácio (português europeu)  (símbolo: Ds) é um elemento químico sintético de número atômico 110 (110 prótons e 110 elétrons). O seu núcleo atômico mais estável possui massa atómica [281] u. Pertence ao grupo 10 da Classificação Periódica dos Elementos. Provavelmente é um sólido metálico.

## História
O isótopo Ds-269 foi descoberto pelo professor Sigurd Hofmann e seus colaboradores em 9 de novembro de 1994, através da fusão macia (baixo aquecimento) do Pb-208 com Ni-62, com a emissão de um nêutron, no Instituto de Pesquisas de Íons Pesados (GSI - Gesellschaft für Schwerionenforschung) da cidade de Darmstadt, na Alemanha, vencendo a corrida pela obtenção de metais pesados competindo com Berkeley (Estados Unidos) e Dubna (Rússia).
Em 23 de novembro de 1994, do mesmo modo, porém utilizando na fusão o Ni-64, foi criado o isótopo Ds-271, com dois nêutrons a mais que o Ds-269.

## Propriedades químicas previstas
O darmstádtio é o oitavo membro da série 6d dos metais de transição. Desde que o copernício (elemento 112) se mostrou um metal de transição verdadeiro, espera-se que todos os elementos a partir de 104 a 112 formem uma quarta série de metais de transição, com o Ds como parte dos metais do grupo da platina e um metal nobre. Os cálculos relativos aos seus potenciais de ionização e raios atômicos e iônicos são semelhantes ao do seu homólogo mais leve, a platina, implicando, assim, que as propriedades básicas do darmstádtio se assemelhariam às do outros elementos do grupo 10, níquel, paládio e platina.
A previsão das prováveis propriedades químicas do darmstádtio não têm recebido muita atenção recentemente. O Ds é esperado ser um metal nobre. Com base nos estados de oxidação mais estáveis dos elementos mais leves do grupo 10, prevê-se que os estados de oxidação mais estáveis do darmstádtio sejam +6, +4 e +2. No entanto, o estado neutro (0) está previsto para ser o mais estável em soluções aquosas. Em comparação, apenas a platina é conhecida por apresentar o estado de oxidação máximo no grupo, +6, enquanto que os estados mais estáveis são +4 e +2 tanto para paládio quanto platina e +2 e mais raramente +3 para o níquel. É ainda esperado que os estados de oxidação máximo dos elementos do bóhrio (elemento 107) até darmstádtio (elemento 110) podem ser estáveis na fase gasosa, mas não em solução aquosa. Hexafluoreto de darmstádtio (
DsF6) é previsto para ter propriedades muito semelhantes ao seu mais leve homólogo hexafluoreto de platina (
PtF6), tendo estruturas eletrônicas e potenciais de ionização muito semelhantes. Também se espera possuir a mesma geometria molecular octaédrica que o 
PtF6.
Outros compostos de darmstádtio previstos são o carboneto de darmstádtio (DsC) e tetracloreto de darmstádtio (
DsCl4), sendo que ambos devem se comportar como os seus homólogos mais leves.

## Nomenclatura

### Nomes provisórios
Antes da sua descoberta o elemento-110 foi previsto na tabela periódica por Dmitri Mendeleiev e denominado de Eka-Platina — como todos elementos teóricos da época: recebia o nome do elemento acima do período anterior (no caso a platina), precedido do prefixo "eka-" (do sânscr. "um").
Após sua descoberta foi denominado provisoriamente de "Ununílio" ("Ununnilium" em inglês) pela IUPAC (nome sistemático).

### Nome definitivo e tradução
Finalmente, em agosto de 2003, a comissão estabeleceu o nome "Darmstadtium" (símbolo Ds), conforme reivindicado por seus descobridores, em homenagem à cidade de Darmstadt, onde o elemento foi sintetizado pela primeira vez. O nome original Darmstadtium (em inglês e francês) foi traduzido  para o português como darmstádtio.